# Полупустиња
Полупустиња је природна зона која се формира под утицајем аридне климе. Главне карактеристике су одсуство шума и оскудност биљног покривача. Полупустиња је прелазни тип између пустиње и степе. Сличне су и блиске пешчарама, од које их разликује степен култивисаности.

## Клима и подела
Одлукују их сува и жарка лета (јул 22-38 °C), а хладне зиме (јануар —20°C) у умереним ширинама или благе зиме (јануар 20-25 °C) у суптропским и тропским пределима. Према томе, полупустиње се могу поделити на умерене, суптропске и тропске.

## Распрострањење
Полупустиње су заступљене у Евроазији око Каспијског језера и на Арабијском полуострву. У Северној Америци јављају се у Великом басену и у подгорју Стеновитих планина. На афричком копну заузимају делове Сахаре, Намиба и Калахарија. Значајно пространство полупустиња бележи се на Бразилској висији, око тропских шума и Атакаме, док их у Аустралији има по ободима свих већих пустиња.